# Беверли-Хиллз, 90210 (сезон 4)
Четвёртый сезон американского телесериала «Беверли-Хиллз, 90210» выходил в эфир канала «Fox» с 8 сентября 1993 по 25 мая 1994 года — снято 31 эпизод. Сериал вышел на DVD 29 апреля 2008 года.В России вышел на канале СТС в 1998 году в дубляже фирмы "СВ КАДР".
На DVD последние два эпизода были объединены в один полуторачасовой, поэтому образуется новая нумерация сезонов — 31 вместо 32 как при трансляции сериала на телевидении.

## Сюжет
Первый год в Калифорнийском университете обещает быть интересным: Келли начинает встречаться со своим бывшим парнем Джоном Сирсом, но это тянется недолго. И она снова возвращается к Дилану. Дэвид пристрастился к наркотикам, а в конце сезона изменяет Донне. Дилан живёт со своей сестрой Эрикой и её матерью, не подозревая о том что она аферистка. Брендона буквально преследует дочь ректора Арнольда — Клэр.
Когда Брендон начал встречаться с обворожительной Люсиндой, юноша и предположить не мог, что будет втянут в любовный треугольник, третьим углом которого окажется его преподаватель — профессор Рэндалл. Вскоре Брендон оказывается перед нелёгким выбором между своей совестью и сохранностью тайны — юноша должен сдать экзамен за баскетболиста Д’Шона Харделла или тот расскажет всю правду профессору.
Брэнда принимает предложение руки и сердца от богача Стюарта Карсона и всерьёз увлекается актёрством. Но вскоре их роман оканчивается, и Бренда понимает что её чувства к Дилану ещё живы. Когда девушка после провала на пробах неожиданно получает главную роль в спектакле «Кошка на раскалённой крыше», друзья начинают подозревать, что Бренда не просто очаровала режиссёра Роя Рэндольфа. К тому же новая подружка Стива — Лора Кингман, мечтавшая получить эту роль, решает во что бы то ни стало избавиться от Бренды — в результате своих метаний Лора попадает в психбольницу.
Ну, а Андреа пошла дальше всех: она беременеет от бармена Джесси Васкеса и выходит за него замуж…

## В ролях

### Основной состав
- Джейсон Пристли — Брендон Уолш
- Шеннен Доэрти — Бренда Уолш
- Дженни Гарт — Келли Тейлор
- Иан Зиринг — Стив Сандерс
- Габриель Картерис — Андреа Цукерман
- Люк Перри — Дилан МаКей
- Брайан Остин Грин — Дэвид Сильвер
- Тори Спеллинг — Донна Мартин
- Кэрол Поттер — Синди Уолш
- Джеймс Экхаус — Джим Уолш

### Приглашённые звёзды
- Кэтлин Робертсон — Клэр Арнольд
- Джо И. Тата — Нэт Буссиччио
- Кэтрин Кэннон — Фелис Мартин
- Дженнифер Грант — Селест Ланди
- Дэвид Гейл — Стюарт Карсон
- Пол Йоханссон — Джон Сирс
- Кристин Элис — Эмили Валентайн
- Скотт Поллин — Профессор Кори Рэндолл
- Дина Мейер — Люсинда Николс
- Джейсон Картер — Рой Рендольф
- Марк Дэймон Эспиноса — Джесси Васкес
- Кэри Вюрер — Эрил Хантер
- Энн Гиллеспи — Джеки Тейлор
- Майкл Даррелл — Джон Мартин
- Джед Аллан — Раш Сандерс
- Брук Тисс — Лесли Саммер
- Робиа ЛяМорте — Джил Флеминг
- Трейси Миддендорф — Лора Кингман
- Уэнди Бенсон-Лэндис — Дарла Хенсон
- Мэттью Поретта — Дэн Рубин
- Закхари Торн — Говард
- Джошуа Бэккет — Джош Ричленд
- Питер Марк Ричман — Лоуренс Карсон
- Мэттью Лоуренс — Мэл Сильвер
- Кэри Кин — Сьюзан Стил
- Ноэль Торнтон — Эрика МакКей
- Кресс Уильямс — Дишон Хардэлл
- Бэсс Мэйзлер — Роуз Цукерман
- Николас Прайор — Декан Милтон Арнольд
- Шерил Андерсон — Уэнди Эдвардс
- Дэвид Хэйуорд — Кевин Уивер
- Babyface — Играет самого себя

## Описание эпизодов
| № | №  | Название / Оригинальное название              | Режиссёр              | Сценарист                       | Премьера в США   | Зрители |
| --- | -- | --------------------------------------------- | --------------------- | ------------------------------- | ---------------- | ------- |
| 81 | 1  | «So Long, Farewell, Auf Wiedersehen, Goodbye» | Билл Д'Элия           | Чарльз Розин                    | 8 сентября 1993  | 12.4    |
| Стив и Брендон снимают домик на пляже, где устраивают прощальную вечеринку для Бренды. На следующее утро неожиданно появляется хозяйка коттеджа Джилл. Келли возвращается из Европы и рассказывает Донне о том, что она поссорилась с Диланом. |    |                                               |                       |                                 |                  |         |
| 82 | 2  | «The Girl From New York City»                 | Джеффри Мэльман       | Стив Вассерман и Джессика Клейн | 15 сентября 1993 | 10.2    |
| Брендон хочет близости с Джилл, но она просит его подождать. Келли выясняет отношения с Диланом. Бренда понимает, что она не сможет установить со своими друзьями из Миннесоты прежние отношения. Брендон узнаёт, что Джилл стала жертвой изнасилования. |    |                                               |                       |                                 |                  |         |
| 83 | 3  | «The Little Fish»                             | Гилберт Шилтон        | Ларри Моллин                    | 22 сентября 1993 | 11.1    |
| Заканчивается лето. Все кроме Дилана и Бренды решают поступить в Калифорнийский университет, а Брендон становится членом студенческого совета. Между тем бывшие возлюбленные отправляются на прогулку, чтобы освежить дружеские отношения. |    |                                               |                       |                                 |                  |         |
| 84 | 4  | «Greek To Me»                                 | Бетани Руни           | Чип Йоханссон                   | 19 сентября 1993 | 9.8     |
| Девочки ищут подходящую сестринскую общину, а Стив пытается уговорить Брендона вступить в братство «Гамма». Келли встречает свою бывшую любовь Джона Сирса. Донна и Дэвид становятся студенческими диджеями, правда, только пока ночного эфира. Помощник преподавателя, Ден Рубин, проявляет интерес к Андреа. |    |                                               |                       |                                 |                  |         |
| 85 | 5  | «Radio Daze»                                  | Ричард Лэнг           | Ричард Голланс                  | 6 октября 1993   | 10.7    |
| Дэвид обижается на Донну из-за того, что она согласилась вести дневной эфир без него. В студгородке устраивается вечеринка для новичков. Дилан ревнует Келли к Джону. Бренда нашла работу у своего отца. Ден Рубин, как показалось Андреа, публично унизил её. |    |                                               |                       |                                 |                  |         |
| 86 | 6  | «Strangers In The Night»                      | Джеймс Экхаус         | Дженнифер Флэккет               | 13 октября 1993  | 11.3    |
| Келли и Донне не нравится, что Дэвид не следит за порядком в их квартире. Дилан просит ребят помочь с выбором новой машины, которую затем угоняют и юноша решает приобрести пистолет. Это настораживает Келли. Андреа начинает встречаться с Деном. Келли говорит Дилану, что они могут встречаться с другими людьми и решает, что может завести роман с Джоном Сирсом. У Бренды появился новый парень Стюарт Карсон - сын одного очень важного клиента Джима. |    |                                               |                       |                                 |                  |         |
| 87 | 7  | «Moving Targets»                              | Пол Шнайдер           | Ларри Моллин                    | 23 октября 1993  | 10.3    |
| Ден не хочет, чтобы кто-нибудь в университете знал об их с Андрэа отношениях, а Дилан просит ребят помочь с выбором новой машины. Келли продолжает встречаться с Джоном, а Донна и Дэвид присматривают за Эйрин. Профессор Рендел просит Брендона позаниматься с отстающим баскетболистом Дишоном Хардэлом. |    |                                               |                       |                                 |                  |         |
| 88 | 8  | «Twenty Years Ago Today»                      | Джеймс Уитмор-Младший | Стив Вассерман и Джессика Клейн | 30 октября 1993  | 10.5    |
| У Уолшей праздник — двадцатилетие со дня свадьбы Джима и Синди. Брендон встречается с обворожительной Люсиндой, которая старше его на 10 лет. Стюарт делает предложение Бренде, что застаёт врасплох Джима и Синди. |    |                                               |                       |                                 |                  |         |
| 89 | 9  | «Otherwise Engaged»                           | Дэниэл Аттиас         | Дженнифер Флэккет               | 3 ноября 1993    | 10.9    |
| Дэвида вызывают в суд — он должен дать показания против Мела на бракоразводном процессе. Бренда случайно обнаруживает брачный договор в документах Стюарта. Между молодыми людьми происходит ссора. Брендон узнаёт, что Люсинда — жена его преподавателя социологии, профессора Рендела. Стив проводит ночь с Лорой Кингман. |    |                                               |                       |                                 |                  |         |
| 90 | 10 | «And Did It My Way»                           | Джейсон Пристли       | Ричард Голланс                  | 6 октября 1993   | 11.5    |
| Стюарт и Бренда решают сбежать в Лас-Вегас и тайно там пожениться. Бренда рассказывает об этом Брендону, и в итоге ребята отправляются в Лас-Вегас вслед за молодожёнами. Ребята ставят перед собой задачу любыми способами отговорить их от этого, но действовать надо хитро. |    |                                               |                       |                                 |                  |         |

| Эпизод | Название                                                                              | Дата выхода в эфир | Режиссёр              | Сценаристы                                    |
| --- | ------------------------------------------------------------------------------------- | ------------------ | --------------------- | --------------------------------------------- |
| |                                                                                       |                    |                       |                                               |
| 4x11 | Take Back the Night / Верни ночь!                                                     | 17 ноября 1993     | Джеймс Уитмор-Младший | Чип Йоханссон                                 |
| В университете проходит неделя под названием «Верни ночь» для девушек, ставших жертвами насилия. Лора хочет рассказать всем, что Стив изнасиловал её. Дишон шантажирует Брендона, и тогда юноша решает оставить на время учёбу и найти Эмили. Стив рассказывает Селесте, что изменил ей с Лорой. Андрэа обижена на Дена из-за того, что он поставил её на место во время дискуссии… |                                                                                       |                    |                       |                                               |
| |                                                                                       |                    |                       |                                               |
| 4x12 | Radar Love / Радар любви                                                              | 24 ноября 1993     | Пол Шнайдер           | Стив Вассерман и Джессика Клейн               |
| Брендон находит Эмили в Сан-Франциско. Молодые люди приезжает на квартиру девушки, и Брендон признаётся, что не переставал думать о ней всё это время. Келли приходит к Уолшам и находит там Дилана, который должен был заниматься сёрфингом в Баха. Донна уезжает в Хьюстон, чтобы навестить родителей. Стив мешает Джону соблазнить пятнадцатилетнюю Дениз. Андрэа проводит День Благодарения с семьёй Дена, где вновь встречает бармена Джесси. Он просит девушку о встрече… |                                                                                       |                    |                       |                                               |
| |                                                                                       |                    |                       |                                               |
| 4x13 | Emily (The Pink Pearl) / Эмили (Розовый Жемчуг)                                       | 1 декабря 1993     | Ричард Лэнг           | Стив Вассерман и Джессика Клейн               |
| В общежитиях Келли и Стива начинается неделя испытаний, а история со взломом может повториться – Стив должен украсть из кабинета профессора бейсбольный мячик с автографом. Андреа разрывает отношения с Деном и начинает встречаться с Джесси. Эмили говорит Брендону, что должна уехать во Францию, а Бренде предстоит раздеться ради спектакля… |                                                                                       |                    |                       |                                               |
| |                                                                                       |                    |                       |                                               |
| 4x14 | Windstruck / Порыв ветра                                                              | 15 декабря 1993    | Гилберт Шилтон        | Ларри Моллин и Ричард Голланс                 |
| Стива выгоняют из братства. Донну мучают кошмары, в которых все смеются над тем, что она всё ещё девственница. Брендон узнаёт, что кто-то предупредил охрану о взломе кабинета. Донна решает заняться сексом с Дэвидом. Однако в самый неподходящий момент появляются родители Донны. Дилан ревнует Келли к Джону. Брендон узнаёт, что профессор в курсе его отношений с Люсиндой, и Рендел использует случай со Стивом, чтобы отмстить Брендону. Тогда юноша решается на шантаж… |                                                                                       |                    |                       |                                               |
| |                                                                                       |                    |                       |                                               |
| 4x15 | Somewhere In The World It's Christmas / Где-то в мире Рождество уже наступило…        | 22 декабря 1993    | Брэдли Кросс          | Чарльз Розин                                  |
| Наступает Рождество. Семья Уолшей в полном составе отправляется на Гавайи. Однако во время полёта в самолёте обнаруживаются неполадки. Дэвид в депрессии. Келли мирится с Мелом. Дилан встречает одну из бывших подружек Джека, и выясняется, что у него есть сестра Эрика. Дэвид порывает с Донной. Андрэа проводит Рождество по католическим законам вместе с семьёй Джесси. |                                                                                       |                    |                       |                                               |
| |                                                                                       |                    |                       |                                               |
| 4x16 | Crunch Time / Хруст времени                                                           | 5 января 1994      | Лэс Лэндэн            | Ричард Голланс и Ларри Моллин                 |
| Стив решает узнать, кто подставил его. Говард, директор радиостудии продаёт Дэвиду наркотики. Брендон решает поговорить с профессором о пропуске экзамена Дишоном, и узнаёт, что профессор поставил Дишону нечестную оценку. Андрэа узнаёт, что Ден переехал из общежития. Келли догадывается о том, что Дэвид употребляет наркотики. Донна готова на секс с Дэвидом, он отвергает девушку. Стив говорит братству, что Джон Сирс позвонил охране университета и сообщил о взломе. Грядёт голосование, на котором решится судьба Стива…                                                                         |                                                                                       |                    |                       |                                               |
| |                                                                                       |                    |                       |                                               |
| 4x17 | Thicker Than Water / Гуще воды                                                        | 12 января 1994     | Майкл Лэндж           | Лана Фристат Мэльман                          |
| Стив, Донна, Бренда и Брендон отправляются на лыжный курорт. Там Донна знакомится с очаровательным Чедом. Когда Дэвид идёт гулять с сестрой, юноша засыпает на детской площадке, и Эйрин убегает. Джеки, Мел, Келли и Дэвид отправляются на её поиски. Дэвид рассказывает Келли, что он не заснул, а отключился под действием наркотиков. Дилану приходится выполнять свои братские обязанности. Андрэа проходит анализ на наличие СПИДа, однако его результаты оказались совсем неожиданными. Дилан узнаёт от Джима, что на счету Сьюзан лежит достаточно крупная сумма…                                      |                                                                                       |                    |                       |                                               |
| |                                                                                       |                    |                       |                                               |
| 4x18 | Heart Breaker / Разбивающий сердца                                                    | 26 января 1994     | Пол Шнайдер           | Чип Йоханссон                                 |
| Андрэа говорит Джесси, что беременна. С Нэтом происходит сердечный приступ, а Брендон становится представителем Калифорнийского университета. Сьюзан устраивается официанткой в «Косточку». Дэвид решает вновь сойтись с Донной. Брат Нэта, Джоуи, предлагает закрыть «Косточку», так как дела идут плохо. Келли и Донна увлекаются йогой, а Стиву приходится заменять Дэвида на радио-станции… |                                                                                       |                    |                       |                                               |
| |                                                                                       |                    |                       |                                               |
| 4x19 | Labors Of Love / Узники любви                                                         | 2 февраля 1994     | Джефферсон Кибби      | Розан Уэлш и Кристин Пэттит                   |
| Андрэа хочет сделать аборт. После удачной операции Нэт идёт на поправку. У Дэвида возникают серьёзные проблемы с наркотиками, и Келли с Донной переезжают к Дилану. Дилан выкупает акции Джоуи и становится партнёром Нэта. Брендон узнаёт, что профессор Рендел развёлся с Люсиндой. Стив начинает работать в «Косточке»… |                                                                                       |                    |                       |                                               |
| |                                                                                       |                    |                       |                                               |
| 4x20 | Scared Very Straight / Очень испуганный                                               | 9 февраля 1994     | Чип Чалмерс           | Гари Розин                                    |
| Андрэа и Джесси собираются пожениться. Когда полиция устраивает в университете «облаву», наркокурьер Джек отдаёт Дэвиду рюкзак, полный различных препаратов. В отчаянии Дэвид звонит Дилану… Нэт выздоравливает и приходит в «Косточку» на вечеринку в честь свадьбы. Там же появляется и Стюарт… |                                                                                       |                    |                       |                                               |
| |                                                                                       |                    |                       |                                               |
| 4x21 | Addicted To Love / Одержимый любовью                                                  | 16 февраля 1994    | Лэс Ланаду            | Ричард Голланс и Ларри Моллин                 |
| Стюарт приглашает Бренду вместе провести приятные выходные. Чтобы отвлечься от тяжёлых мыслей, Дэвид арендует рояль. Дилан заинтересован сценарием, который написала Люсинда. Он предлагает свою помощь в проведении съёмок. Брендон ревнует. Между Брендой и Стюартом происходит ссора - из-за Бренды они вынуждены ночевать в пустыне. Брендон просит Келли пойти с ним на встречу студенческого совета, а у репортёра университетской газеты Джоша Ричленда возникают подозрения по поводу Брендона и Люсинды…                                                                                              |                                                                                       |                    |                       |                                               |
| |                                                                                       |                    |                       |                                               |
| 4x22 | Change Partners / Обмен партнёрами                                                    | 23 февраля 1994    | Бетани Руни           | Чип Йоханссон                                 |
| Донна и Бренда находят бездомную собаку. Брендон основа уезжает с Келли на Встречу глав студенческого совета. Там он знакомится с Клэр - дочкой ректора Арнольда. Оказывается, что собака, которую подобрали Бренда и Донна, сбежала из лаборатории, в которой проводятся опыты над животными. В этой лаборатории работает Андрэа. Брендон и Келли целуются. Люсинда хочет, чтобы Дилан профинансировал её проект и для этого пытается его соблазнить…. |                                                                                       |                    |                       |                                               |
| |                                                                                       |                    |                       |                                               |
| 4x23 | A Pig Is A Boy Is A Dog / Парень, похожий на собаку и ведущий себя как свинья         | 2 марта 1994       | Дэниэл Аттиас         | Ричард Голланс и Ларри Моллин                 |
| Собака Донны умирает от рака. Бренда решает отомстить за смерть Рокки и просит ребят о помощи – девушка предлагает разгромить лабораторию, в которой проводили эксперименты над собакой. Тем временем Андрэа и Джесси выбирают имя для ребёнка. Брендон рассказывает ребятам о своей связи с Люсиндой. Ричленд начинает «копать» под Брендона. Дилан решает, финансировать ли ему фильм Люсинды… |                                                                                       |                    |                       |                                               |
| |                                                                                       |                    |                       |                                               |
| 4x24 | Cuffs & Links / Манжеты и Звенья                                                      | 16 марта 1994      | Гилберт Шилтон        | Стив Вассерман и Джессика Клейн               |
| Экстремисты добились своего - лабораторию закрывают, но Бренда отправляется в тюрьму. Келли ревнует Дилана к Бренде, так как он всё время говорит о ней. Ричленд хочет написать статью о Брендоне. Стив отправляется со своим отцом на турнир по гольфу и узнаёт, что Раш жульничал. Выясняется, что один из экстремистов был сотрудником ФБР под прикрытием, и он ставит Бренде условия – если девушка будет сотрудничать с ФБР, с неё снимут все обвинения. Отношения между Брендой и её друзьями оставляют желать лучшего. Андрэа дарит щенка из лаборатории Донне.                                         |                                                                                       |                    |                       |                                               |
| |                                                                                       |                    |                       |                                               |
| 4x25 | The Time Has Come Today / Время пришло                                                | 23 марта 1994      | Джейсон Пристли       | Чарльз Розин и Мик Галлинсон                  |
| Бренда находит у себя дома дневник некой Уэнди Эдвардс - девушки, жившей в доме Уолшей много дет назад. Читая дневник, Бренда переносится в атмосферу 60-х годов, когда было море хиппи, беззаботных деньков и, произошло убийство Кеннеди, потрясшее всю Америку. Прочитав дневник до конца, Бренда решает найти его владелицу, чтобы узнать, чем закончилась одна очень интересная история… |                                                                                       |                    |                       |                                               |
| |                                                                                       |                    |                       |                                               |
| 4x26 | Blind Spot / С закрытыми глазами                                                      | 6 апреля 1994      | Ричард Лэнг           | Кен Стрингер                                  |
| Брендон и Стив случайно попадают в бар для гомосексуалов. Там Стив встречает президента своего братства Майка Райана. Общежитие Донны и Келли организует съёмку для студенческого календаря, поэтому девочки пытаются уговорить ребят прийти на фотосессию. Дэвид берёт уроки игры на фортепиано у слепой девушки Холли Марлоу. Донна ревнует. Брендон уверяет Майка, что Стив никому ничего не расскажет, однако он ошибся, и Майка выгоняют из братства. Чтобы отомстить Дэвиду, Донна соглашается пойти на свидание с Дишоном. Стива мучает совесть, и он решает вернуть Майка на пост президента братства… |                                                                                       |                    |                       |                                               |
| |                                                                                       |                    |                       |                                               |
| 4x27 | Divas / Примадонны                                                                    | 20 апреля 1994     | Дэвид Сэмэл           | Ларри Моллин                                  |
| Бренда, Келли и Лора идут на пробы в спектакль Роя Рендольфа. В жизни Брендона вновь появляется Клэр, буквально преследующая юношу. Стив помогает Лоре с репетициями. Дилан знакомится с ухажёром Сьюзан - Кевином Уивером. Келли получает от Рендольфа предложение исполнить роль Мегги... |                                                                                       |                    |                       |                                               |
| |                                                                                       |                    |                       |                                               |
| 4x28 | Acting Out / Актёрские навыки                                                         | 27 апреля 1994     | Джефф Мэлман          | Чип Йоханссон                                 |
| У Брендона возникают неприятности из-за Клэр. Келли и Бренда ссорятся из-за того, что Келли, возможно, получит роль Мегги в спектакле. Брендон застаёт Стива и Лору целующимися. Келли отказывается от роли в пользу Бренды, но девушка проваливает прослушивание. Тем же вечером она приходит к Рендольфу домой… |                                                                                       |                    |                       |                                               |
| |                                                                                       |                    |                       |                                               |
| 4x29 | Truth & Consequences / Правда и последствия                                           | 4 мая 1994         | Джеймс Экхаус         | Ричард Голланс                                |
| Бренда получает роль в спектакле, но Лоре недостаточно быть дублёром. Тогда Лора рассказывает Стиву, что Бренда переспала с Роем. Стив настраивает всех против Бренды. Дилан заинтересован проектом Кевина, а Сьюзан рассказывает юноше, что они с Кевином собираются пожениться. Лора делает всё возможное, чтобы Рендольф выгнал Бренду. Бренда понимает, что это именно Лора пустила слух о ней. Клэр преследует Брендона. Бренда рассказывает всё Рендольфу, и он выгоняет Лору из труппы. Вечером Стив находит в комнате Лоры прощальную записку…                                                         |                                                                                       |                    |                       |                                               |
| |                                                                                       |                    |                       |                                               |
| 4x30 | Vital Signs / Признаки жизни                                                          | 11 мая 1994        | Дэниэл Аттиас         | Ларри Моллин                                  |
| У Андрэа возникают проблемы с беременностью, и девушку отвозят в больницу. В списки кандидатов на поездку в Вашингтон отсутствует имя Брендона. Премьера спектакля с участием Бренды сопровождается оглушительным успехом. Дилан решает поддержать проект Кевина. Дэвид и Донна будут ведущими на предстоящем карнавале. Дэвид знакомится с рекламным агентом Эриэл Хантер и её группой. Дилан и Келли расстаются… |                                                                                       |                    |                       |                                               |
| |                                                                                       |                    |                       |                                               |
| 4x31,32 | Mr. Walsh Goes To Washington, Parts 1 & 2 / Мистер Уолш едет в Вашингтон, Часть 1 и 2 | 25 мая 1994        | Майкл Лэнг            | Стив Вассерман, Джессика Клейн и Чарльз Розин |
| У Андрэа рождается дочь, но жизнь малышки находится под угрозой. Брендон уезжает в Вашингтон на встречу с президентом. Но, к своему удивлению, встречает там Клэр и Люсинду. Рендольф приглашает Бренду учиться в Королевской Театральной Школе Лондона. Сьюзан и Кевин сбегают вместе с деньгами Дилана. Эрика оставляет в аэропорту записку для брата, но она теряется. Донна застаёт Дэвида с Эриел. К Брендону в Вашингтон приезжает Келли, а Бренда решает уехать в Англию. Но перед этим она заходит к Дилану попрощаться…                                                                               |                                                                                       |                    |                       |                                               |

## Рейтинг
| # | День недели | Премьера             | Финал            | Сезон     | Позиция | Количество зрителей (в млн.) |
| - | ----------- | -------------------- | ---------------- | --------- | ------- | ---------------------------- |
| 4 | Среда       | 8 сентября 1993 года | 25 мая 1994 года | 1993-1994 | 37      | 21.1                         |